# Micraxylia transfixa
Micraxylia transfixa är en fjärilsart som beskrevs av Emilio Berio 1962. Micraxylia transfixa ingår i släktet Micraxylia och familjen nattflyn. Inga underarter finns listade i Catalogue of Life.